# Antón Záitsev
Antón Záitsev (Антон Зайцев; nacido el 22 de julio de 1987) es un tenista profesional ruso.

## Carrera
Su mejor ranking individual es el Nº 382 alcanzado el 12 de mayo de 2014, mientras que en dobles logró la posición 629 el 12 de mayo de 2014.
No ha logrado hasta el momento títulos de la categoría ATP ni de la ATP Challenger Tour, aunque sí ha obtenido varios títulos Futures tanto en individuales como en dobles.